# C-3 (潜水艦)
|          |                                               |
| 艦歴     |                                               |
| 発注     |                                               |
| 起工     | 1908年3月17日                                 |
| 進水     | 1909年4月8日                                  |
| 就役     | 1909年11月23日                                |
| 退役     | 1919年12月23日                                |
| その後   | スクラップとして売却                          |
| 除籍     | 1919年12月23日                                |
| 性能諸元 |                                               |
| 排水量   | 水上 238トン、水中 275トン                    |
| 全長     | 105 ft 4 in (32 m)                            |
| 全幅     | 13 ft 11 in (4.2 m)                           |
| 吃水     | 10 ft (30.5 m)                                |
| 機関     | ガソリンエンジン、電動モーター、2軸推進       |
| 最大速   | 水上 10ノット (19 km/h) 水中 9ノット(17 km/h) |
| 乗員     | 士官、兵員15名                                |
| 兵装     | 18インチ魚雷発射管2門                         |

C-3 (USS C-3, SS-14) は、アメリカ海軍の潜水艦。C級潜水艦の3番艦。当初の艦名はターポン (USS Tarpon) であった。

## 艦歴
ターポンは1908年3月17日にマサチューセッツ州クインシーのフォアリバー造船所で起工した。1909年4月8日にキャサリン・E・タイスによって命名、進水、1909年11月23日に艦長P・P・バセット大尉の指揮下就役した。ターポンは1911年11月17日に C-3 と改名された。
C-3 は1913年の春まで大西洋水雷艦隊および大西洋潜水小艦隊と共に東海が沿いに試験と訓練に従事した。1913年5月から12月までキューバのグアンタナモ湾を拠点として活動し、12月12日にパナマ運河地帯のクリストバルに到着する。C-3 の任務は停泊地の調査、戦術訓練およびパナマ運河地帯の港湾防衛であった。1918年の夏にはフロリダ沖を偵察し、その後パナマ水域に帰還した。1919年8月22日にパナマ運河地帯のココ・ソロで通常状態に置かれ、同地で12月23日に退役した。C-3 は1920年4月12日に売却された。